# Ribe (zviježđe)
Ribe (lat. Pisces) je jedno od zviježđa zodijaka. Konstelacija sjeverne polutke pozicionirana između Vodenjaka i Ovna.

## Vanjske poveznice
- The Deep Photographic Guide to the Constellations: Pisces